# Gewone kopergroenbekerzwam
De gewone kopergroenbekerzwam (Chlorociboria aeruginascens) is een blauw- tot geelgroene, vrij kleine bekerzwam. Hij leeft saprofiet op dode takken van eiken (Quercus) en enige andere loofboomsoorten in loof- en gemengde bossen. 

## Kenmerken
Uiterlijke kenmerken
De vaak kortgesteelde vruchtlichamen hebben bekers van 3-5 (-10) mm breed, die vaak vervormd zijn. Ze zijn blauwgroen van kleur, de schijf kan lichter zijn. De schimmel krijgt zijn kleur van de kleurstof xylindeïne, die zowel in de vruchtlichamen als in het mycelium voorkomt. De kleurstof blijft in het hout, zelfs nadat het sterft. Men spreekt hier dus van een "groenrot", maar het is slechts een kleurvariant van de witrot. Ontwikkelde vruchtlichamen verschijnen alleen bij een hoge luchtvochtigheid, maar als het droog is krimpen ze.
Microscopische kenmerken
De parafysen zijn draadvormig, met enigszins scherpe punten, hyaliene, glad, 70–80 × 1 µm lang en 1–1,5 µm breed. Hun cilindrische eindcellen zijn vaak gedraaid of scheef. De ascii hebben zijn 8-sporig. De ascosporen zijn spoelvormig in een onregelmatige opstelling met twee rijen, halfspilvormig tot bijna cilindrisch van vorm, glad, met twee kleine ingewanden, één aan elk uiteinde 5–8 (-10) µm lang en ongeveer 1,5–2 µm breed.

## Verspreiding
De gewone kopergroenbekerzwam is wijdverbreid op het noordelijk halfrond. Hij komt veel voor in het Atlantisch gebied. In Nederland komt de schimmel matig algemeen voor.

## Foto's

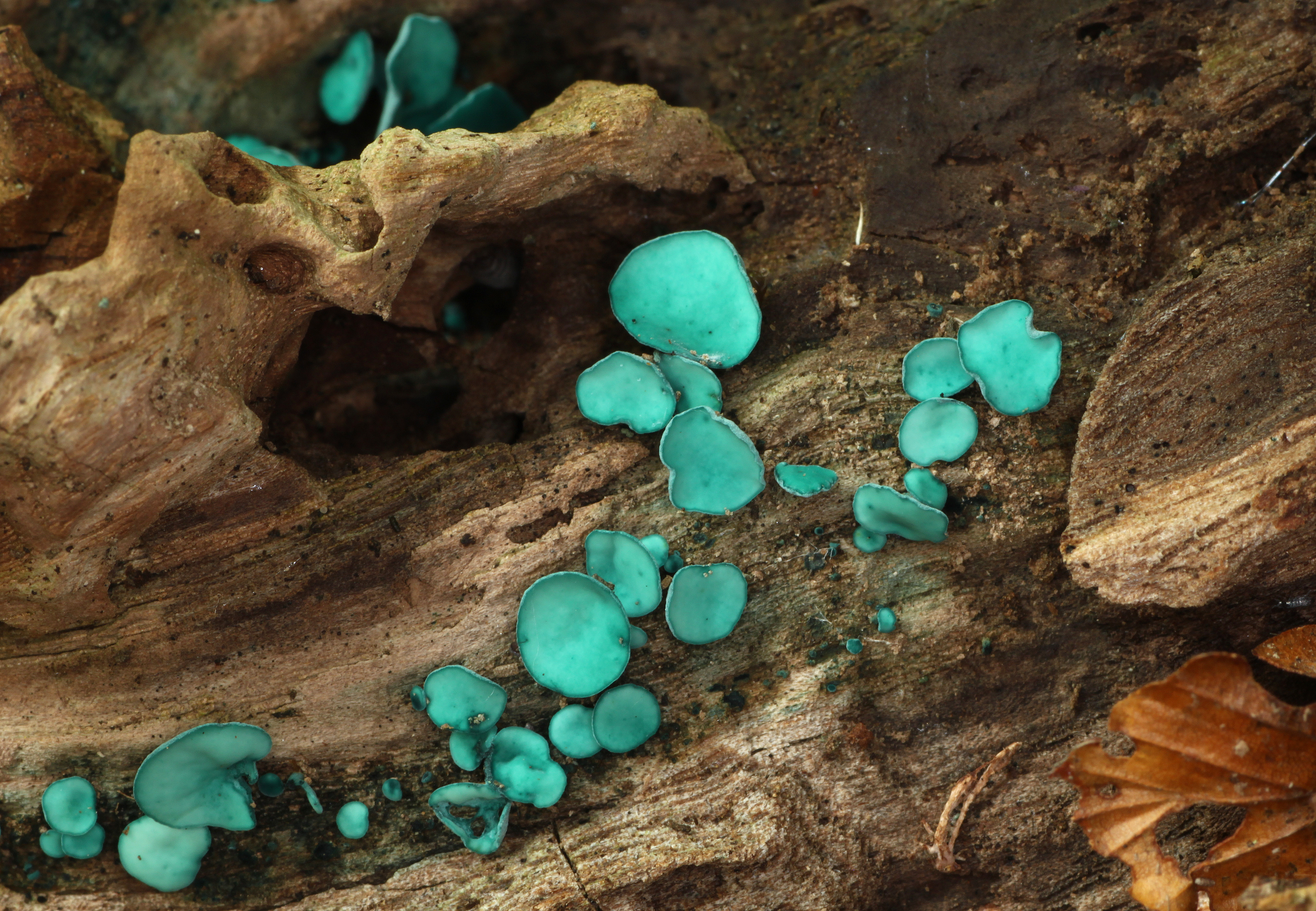
Vruchtlichamen
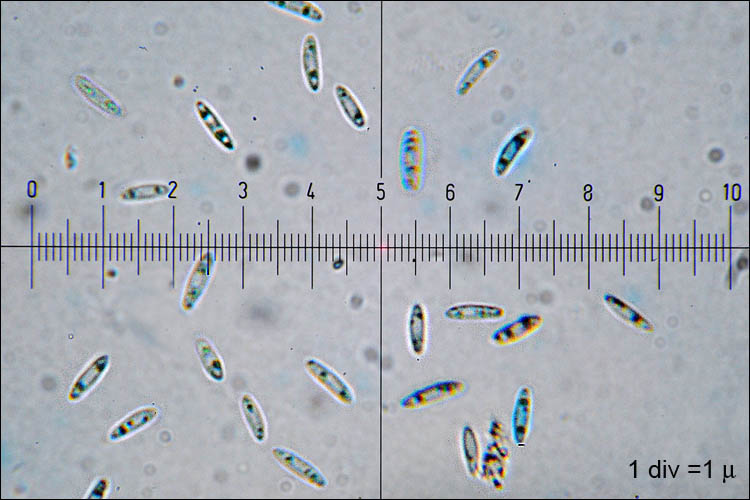
Sporen